# Idiocerus nigronervosus
Idiocerus nigronervosus är en insektsart som beskrevs av Kato 1932. Idiocerus nigronervosus ingår i släktet Idiocerus och familjen dvärgstritar. Inga underarter finns listade i Catalogue of Life.